# Dieberg (Cham-Further Senke)
Der Dieberg (639 m ü. NHN) ist ein Berg in Bayern (Deutschland). Er erhebt sich knapp drei Kilometer nordöstlich des Stadtzentrums von Furth im Wald nahe der Grenze zu Tschechien in der Cham-Further Senke.

## Geographie
Der Dieberg bildet den südlichsten Ausläufer des sich vom Spálený vrch (Brennteberg, 668 m n.m.) über die Špička (Spitzberg, 601 m n.m.) erstreckenden Höhenzuges, der den westlichen Abschluss der Cham-Further Senke zum Oberpfälzer Wald bildet. Er wird im Westen vom Tal der Warmen Pastritz, im Osten vom Tal des Plassendorfer Baches und im Süden vom Tal des Chamb mit dem Drachensee umgeben. 
Umliegende Orte sind Horní Folmava im Norden, die Wüstung Kubička (Plassendorf) und Daberg im Nordosten, Klöpflesberg und Ochsenweid im Osten, Ösbühl im Südosten, Seuchau im Süden, Furth im Wald im Südwesten, Sauberg und Dieberg im Westen sowie die Wüstung Ovčí Vrch (Schafberg) im Nordwesten.

## Geschichte
In den Jahren 1974 bis 1975 ließ die Bergwacht Furth im Wald auf dem Dieberg den 20 Meter hohen hölzernen Aussichtsturm Bayernwarte errichten. Zwischen 2003 und 2005 wurde am südlichen Fuße des Berges der Staudamm für den Drachensee angelegt.